# Bathilde Allix
Pour les articles homonymes, voir Allix.
Bathilde Allix, née le 13 septembre 1825 à Fontenay-le-Comte et morte le 3 octobre 1910 à Fontenay-le-Comte, est une artiste peintre française dont les principales œuvres sont des peintures sur émaux, faïence et porcelaine, ainsi que des portraits miniatures.

## Biographie
Bathilde Allix, de son nom complet Élisa Bathilde Allix, est née le 13 septembre 1825 à Fontenay-le-Comte. Elle est la sœur du militant républicain Jules Allix et du médecin Émile Allix. Avant de se consacrer à une carrière d’artiste, elle fonde en 1842, avec sa sœur Thérèse-Mirza Allix, une institution pour jeunes filles située 2 rue des Capucins à Fontenay-le-Comte (actuelle rue Barnabé Brisson). Leurs sœurs Augustine, Eudoxie et Céline, participent également à ce projet.
Bathilde Allix se forme à la peinture, avec sa sœur Mirza, auprès du peintre belge Gustave Wappers. Ses œuvres sont principalement des peintures sur faïence, émail et porcelaine et des portraits miniatures. Elle participe à l'exposition universelle de Paris de 1878 dans la catégorie céramique où elle expose avec Mirza des peintures céramiques et émaux sur cuivre au Palais du Champ de Mars. Bathilde y présente, en plus de diverses œuvres sur faïence, émail et porcelaine, une collection de faïences, réalisée d'après des gravures rares d'Albrecht Dürer sur la légende historique de la religion chrétienne, représentant des scènes bibliques,. Les deux sœurs sont récompensées d'une médaille de bronze dans leur catégorie. Elle est également présente à l'exposition universelle de Paris de 1889 où elle expose des émaux, faïences et porcelaines, sans sa sœur Mirza, décédée quelques années avant. Plusieurs de ses œuvres ont été exposées de 1876 à 1888 au principal évènement artistique de la fin du XIXème siècle, le Salon de peinture et de sculpture à Paris, remplacé à partir de 1880 par le Salon des artistes français, dans la catégorie des émaux et faïences.

## Principales œuvres

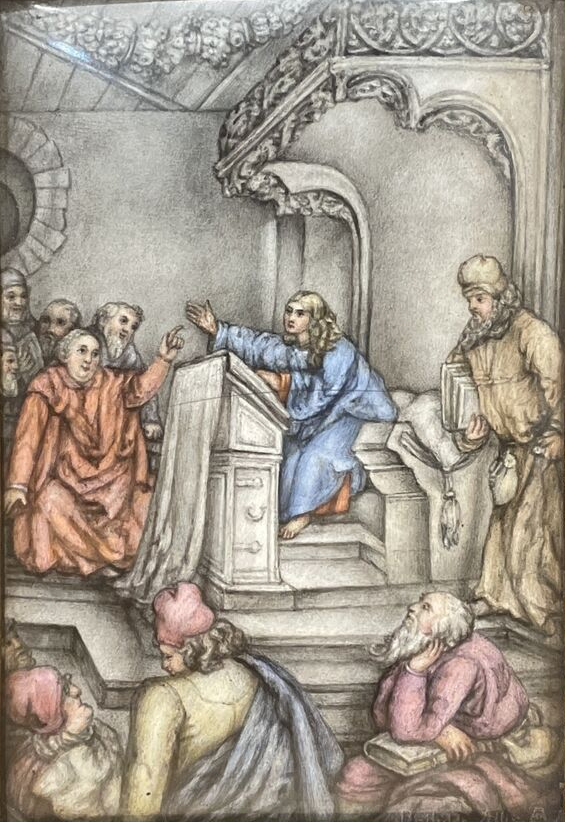
Jésus prêchant dans le Temple, émail

Les œuvres suivantes de Bathilde Allix ont été exposées au Salon de peinture et de sculpture ou au Salon des artistes français.
- Le repos de Diane, d’après Charles Chaplin ; faïence (Salon de 1876)[10]
- L’Adoration des rois Mages, d’après Albrecht Dürer ; faïence (Salon de 1877)[11]
- La Vierge filant, entourée d’anges, d’après Albrecht Dürer ; émail (Salon de 1877)[11]
- La Vierge au baldaquin, d’après Raphaël ; émail (Salon de 1878)[12]
- Le Mariage de la Vierge, d’après Albrecht Dürer ; faïence (Salon de 1882)[13]
- Une femme et deux enfants, d’après Francesco Primaticcio ; faïence (Salon de 1882)[13]
- La Fuite en Égypte, d’après Albrecht Dürer ; faïence (Salon de 1883)[14]
- Tête de vieille femme ; émail (Salon de 1884)[15]
- Portrait de Melle E. J… ; miniature (Salon de 1885)[16]
- Tête d’étude ; miniature (Salon de 1888)[17]

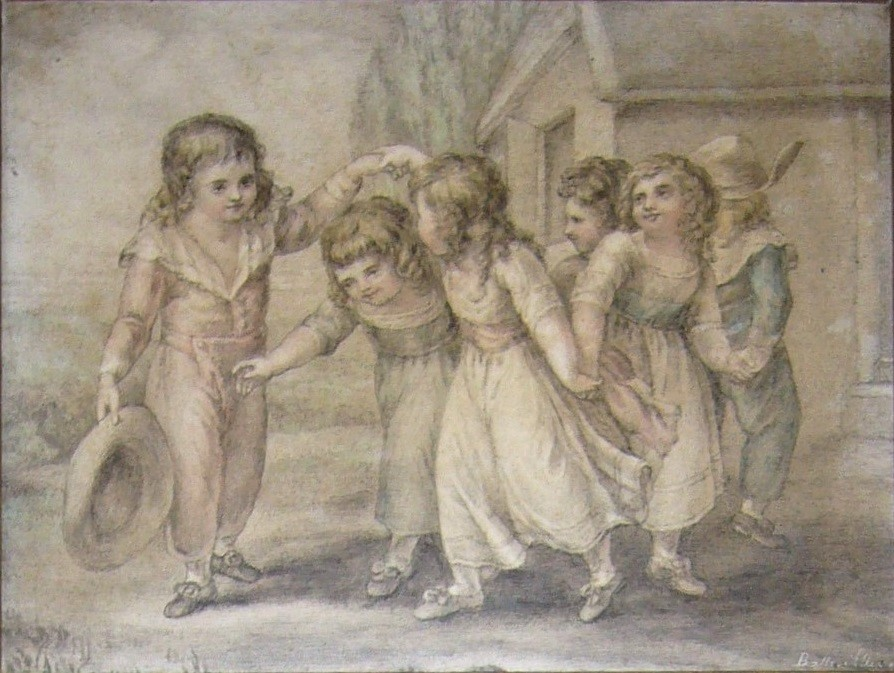
Ronde d'enfants, faïence

Les œuvres suivantes ont été présentées à l'Exposition Universelle de 1878, :
- Collection de 17 faïences réalisées d'après 17 gravures rares d'Albrecht Dürer sur la légende historique de la religion chrétienne
- Deux amours lançant leur flèche, d'après François Boucher ; faïence
- Deux amours agitant des fleurs, d'après François Boucher ; faïence
- La charité, d'après François Boucher ; faïence
- L'Aurore portée par les Amours ; d'après Charles Chaplin, émail
- La Vaneuse, d'après Lehmann ; porcelaine
- Le Crépuscule, d'après Jean-Louis Hamon ; faïence
- L'Aurore, d'après Jean-Louis Hamon ; faïence
- Le Triomphe de Galathée, d'après Raphaël ; porcelaine
- Le Jeu de billes, d'après une gravure anglaise ; faïence
- Ronde d'enfants, d'après une gravure anglaise ; faïence
- Portrait en pied et sur fond de forêt, de M. O... ; émail
- Portrait, d'après nature, de Mlle Mirza Allix ; émail
- La Marée montante, d'après Brochart ; émail
- L'Arquebusier, d'après Ernest Meissonier ; émail
- Portrait (buste), de M. O... ; émail
- Portrait, d'après nature, de Mlle Victorine Allix ; émail
- L'Amour va ranimer Psyché, d'après Froelich ; porcelaine
- Jeu d'enfants, avec fond de paysage, d'après une gravure ancienne ; faïence
- Avènement de la loi nouvelle remplaçant la loi mosaïque, d'après Lebrun ; porcelaine

Les œuvres suivantes ont été présentées à l'Exposition des Beaux-Arts de la ville de Périgueux en 1880 :
- Les anges chantant, d'après Raphaël ; émail
- Sima ; émail
- Jeux d'enfants ; faïence